# Bdín
Bdín – wieś i gmina w Czechach, w powiecie Rakovník, w kraju środkowoczeskim. Według danych z dnia 30 kwietnia 2021 liczyła 71 mieszkańców.